# Lingua irlandese primitiva
L'irlandese primitivo (in irlandese moderno: Gaeilge Ársa, convenzionalmente pronunciato /ˈɡeːlʲɟɪ ˈaːɾˠsˠə/), chiamato anche irlandese arcaico, è la più antica forma conosciuta delle lingue goideliche, ramo insulare, insieme con quello brittonico, della famiglia indoeuropea delle lingue celtiche; dal momento che rappresenta lo stadio primordiale e più remoto della branca goidelica ed è l'antenato di tutti gli idiomi appartenenti a questo gruppo linguistico, l'irlandese primitivo è occasionalmente noto anche come proto-goidelico o, in alternativa, come goidelico comune.
Parlata in Irlanda e nei territori britannici influenzati o colonizzati dagli Scoti e da altre antiche tribù irlandesi infino ai primi secoli dell'Alto Medioevo, questa lingua è documentata solamente grazie a vestigia e testimonianze epigrafiche giunteci scritte in alfabeto ogamico e incise su supporti in pietra o altro materiale non deperibile, risalenti, in linea di massima, al periodo compreso fra IV e VII secolo e ritrovate sia sull'isola gaelica che sulle coste occidentali della Gran Bretagna.
L'irlandese arcaico o irlandese primitivo (in irlandese Gaeilge àrsa o Gaeilge chianach) o proto-goidelico, è la lingua più antica conosciuta del gruppo goidelico delle lingue celtiche.
Questa lingua è conosciuta solo parzialmente, dal momento che la maggior parte delle testimonianze utili alla ricostruzione di tale lingua è composta da nomi propri di persona scritti e riportati in memoriali, epitaffi e cartigli sepolcrali lapidei o in altro materiale durevole e non deteriorabile.

## Sistema di scrittura
Il sistema di scrittura dell'irlandese primitivo è l'alfabeto ogamico, che veniva utilizzato scrivendo, sotto forma di incisione o scalfittura di segni o tratti (in inglese stroke), su delle colonne od obelischi lapidei e marmorei, oppure su altri supporti di materia dura, risalenti ad un periodo compreso all'incirca tra il IV e il VI secolo d.C. e ritrovati nelle isole britanniche, anche se è doveroso notare che l'estensione di tali dati linguistici interessa essenzialmente le aree che si affacciano sul mare d'Irlanda e sulla porzione settentrionale del Mare Celtico, e in particolare il territorio meridionale irlandese. La scrittura ogamica, quando riguarda la cronologia dell'irlandese primitivo, è tradizionalmente distinta in due fasi: la fase dell'ogamico "ortodosso", caratterizzato dall'uso regolare, quotidiano e "spontaneo" di tale alfabeto per notare la lingua; e quella dell'ogamico "scolastico", così denominato perché i segni ogamici, usciti dall'uso notativo dell'irlandese, vengono utilizzati per fini stilistici, estetici, artistici e rituali. L'uso scolastico della scrittura si protrae, a fasi alterne, molto a lungo, tanto che è registrato addirittura fino alle soglie del XIX secolo.
L'uso di questo alfabeto, come detto, può essere suddiviso in due fasi: ogamico ortodosso e ogamico scolastico. Mentre il primo rappresenta l'originale tradizione scrittoria nei documenti e nelle fonti memoriali, il secondo è il risultato di una tradizione di recupero accademico e di ripresa e "riciclo" del sistema di scrittura come parte dello sviluppo di uno stile celtico e insulare nell'arte cattolica e finalizzata a un uso estetico e artistico, parallelamente all'uso dell'alfabeto latino nella scrittura ordinaria e ufficiale e nella redazione di tutti i documenti letterari profani e religiosi.
L'irlandese primitivo è conosciuto, pertanto, soltanto grazie alle scritture ogamiche, normalmente consistenti in nomi personali, e la più antica di queste, secondo gli studiosi, risalirebbe al IV secolo d.C. (sebbene alcune stime facciano risalire le prime, retrodatandole, a un periodo tra il I ed il V secolo d.C.).
Gli studiosi concordano sul fatto che la tradizione scritta dell'ogamico ortodosso sia più antica delle iscrizioni sopravvissute, ossia che l'uso dell'ogamico sia iniziato in un'epoca anteriore a quella delle prime attestazioni giunte fino a noi. Quest'ipotesi è quasi certamente convalidata dal fatto che, all'epoca delle prime testimonianze, l'uso dell'ogamico è già standardizzato e ben impostato, dando prova di una ridotta variazione diatopica ed epicorica e della possibilità, impossibile, tuttavia, da verificare, di altre segnature più antiche ma non giunte perché su supporti deperibili.
Le più recenti, quindi più tarde, iscrizioni ortodosse - si calcola - non vanno oltre il VI secolo d.C. o i primissimi decenni del VII, dopo i quali, convenzionalmente, occorre il passaggio all'irlandese antico, linguisticamente ben diverso dallo stadio primitivo, e si parla di iscrizioni scolastische.
L'uso scolastico della scrittura ogamica continuò, ma in maniera sempre più rapsodica, fino all'Ottocento, difatti l'ultima iscrizione fu trovata sulla tomba di Mary Dempsey ad Ahenny, nella contea di Tipperary, la quale, essendo bilingue, è stata trovata scritta sia in inglese che in irlandese.
Le iscrizioni ogamiche (a cui manca un simbolo grafematico specifico per /p/) dimostrano come, nella morfologia e nelle flessione, l'irlandese arcaico sia simile al gallico, al latino, al greco antico ed al sanscrito. Molte delle caratteristiche peculiari dell'irlandese moderno e medievale (nelle forme dell'irlandese antico e dell'irlandese medio), come le mutazioni iniziali, le consonanti ''larghe'' e ''strette'' distinte da un gruppo specifico di consonanti, il tipico ordine dei costituenti VSO e altre ancora, non sono ancora visibili.
Più di trecento iscrizioni ogamiche ritrovate fino ad oggi si collocano in Irlanda, di cui ben 121 nella contea di Kerry e 81 nella contea di Cork, mentre più di 75 sono site nella Gran Bretagna occidentale (tra cui 40 in Galles e 30 in Scozia) e nell'isola di Man, sebbene alcune siano scritte in pittico. La gran parte delle iscrizioni rinvenute in Gran Bretagna sono bilingui in irlandese e latino, tuttavia nessuna di queste mostra evidenti influenze imputabili al Cristianesimo o alla tradizione epigrafica cristiana, suggerendo che queste siano risalenti a prima del 391, anno in cui il cristianesimo divenne religione ufficiale dell'Impero romano attraverso l'editto teodosiano. Solo una dozzina di queste scritture irlandesi mostrano alcuni segni del genere.
Esiste un'ipotesi sull'ortodossia di un'iscrizione ritrovata nella regione dell'Hampshire e di altre due in Scozia, ma ancora non c'è consenso scientifico sul problema.

## Grammatica
La brevità della gran parte delle iscrizioni in alfabeto ogamico, unita all'esiguità epigrafica e alla ripetitività formulare tipica di un certo habitus, rende difficile la comprensione della lingua nel profondo, ma è possibile comprendere le basi e i rudimenti della sua fonologia e della morfologia nominale.

### Morfologia
Le scritture sopravvissute di alfabeto ogamico riportano quasi solo nomi di persona o antroponimi, ma è possibile dedurre alcune caratteristiche della declinazione nominale dell'irlandese primitivo non strettamente collegate a essi, tra cui la composizione.
Esclusi alcuni termini in caso dativo singolare, due in caso genitivo plurale e uno in caso nominativo singolare, la gran parte dei nomi in alfabeto ogamico si trova flessa in caso genitivo singolare, quindi risulta molto complicato descrivere con completezza la loro morfologia.
Ciononostante, la filologa tedesca Sabine Ziegler, tracciando parallelismi con la ricostruzione della morfologia del proto-celtico (i cui sostantivi sono classificati in base alle vocali tematiche in funzione di suffissi) limita i suffissi del caso genitivo alle seguenti desinenze: -i, -as, -os e -ais.
La prima desinenza -i si trova nei nomi che corrispondono ai nomi proto-celtici che hanno come vocale tematica -o (perciò definiti "nomi in -o" o "uscenti in -o"); la medesima desinenza è stata trovata anche nei casi dativi con tema in -u.
La desinenza -os è uguale nei nomi con tema in -i e in -u, mentre -as equivale ai nomi in -a.
La funzione di -as rimane non chiara ed è tuttora oggetto di dibattito.

### Fonologia
Risulta possibile, grazie a comparazioni con altre lingue affini, ricostruire alcuni stadi non attestati della lingua analizzando i nomi usati nella tradizione scolastica per ogni lettera dell'alfabeto ogamico, secondo un principio acronimico riscontrabile anche nell'alfabeto runico.
Il repertorio fonematico risulta, in buona sostanza, quello tipico delle lingue centum dell'indoeuropeo: le laringali sono cadute; è completata la fusione tra velari pure e velari palatalizzate; sono sparite le consonanti sorde e sonore aspirate. Da notare la scomparsa del fonema p, caratteristica tipica del gruppo celtico e avvenuta a partire dalla fase tarda del proto-celtico.

#### Vocali
Esiste un certo grado d'incertezza nella determinazione dell'inventario vocalico dell'irlandese primitivo, mentre le lettere chiamate Ailm, Onn e Úr sono foneticamente rese dagli studiosi rispettivamente in /a(:)/, /o(:)/ e /u(:)/; persistono delle difficoltà a ricostruire il significato di Edad e Idad: esse sono poco attestate, e gli studiosi credono che la differenza tra le due potrebbe essere arbitraria, allo stesso modo delle rune peorð  e cweorð  nell'alfabeto anglo-sassone, sebbene queste vengano trascritte come e ed o rispettivamente e, probabilmente, abbiano avuto le pronunce di /e(:)/  e /o(:)/.
Sono attestati anche due dittonghi, che sono stati rappresentati in alfabeto latino come ai e oi.

#### Consonanti
L'inventario consonantico dell'irlandese primitivo è stato esaustivamente ricostruito dal linguista e celtologo Damian McManus.
|               | Bilabiali | Alveolari | Alveolari | Palatali | Velari | Velari | Labiovelari | Labiovelari |
| ------------- | --------- | --------- | --------- | -------- | ------ | ------ | ----------- | ----------- |
| Nasali        | m         | n         | n         |          |        |        |             |             |
| Occlusive     | b         | t         | d         |          | k      | g      | kʷ          | ɡʷ          |
| Fricative     |           | s, sᵗ     | s, sᵗ     |          |        |        |             |             |
| Approssimanti |           |           |           | j        |        |        | w           | w           |
| Laterali      |           | i         | i         |          |        |        |             |             |
| Vibranti      |           | r         | r         |          |        |        |             |             |

### Annotazioni
1. ↑  L'inizio del periodo è da intendersi come convenzione decisa in base alla datazione delle più antiche testimonianze epigrafiche ogamiche giunte fino a noi. Dal momento che sull'isola già si parlava una forma di irlandese, il III secolo costituisce un terminus ante quem in relazione all'espansione e all'utilizzo dell'idioma celtico nell'area in cui è storicamente attestato.

### Riferimenti
1. ↑   Celtic culture: a historical encyclopedia, ABC-CLIO, 2006, ISBN 978-1-85109-440-0.
2. ↑   Antony Dubach Green, The Prosodic Structure of Irish, Scots Gaelic, and Manx, 1997, DOI:10.7282/T38W3C3K. URL consultato il 26 dicembre 2023.
3. ↑  (EN) Joseph F. Eska, Interarticulatory Timing and Celtic Mutations, in Journal of Celtic Linguistics, vol. 21, n. 1, 1º gennaio 2020,  pp. 235-255, DOI:10.16922/jcl.21.7. URL consultato il 26 dicembre 2023.
4. ↑   Mary Yates, Working in harmony, in Nursing Standard, vol. 10, n. 28, 3 aprile 1996,  pp. 24-25, DOI:10.7748/ns.10.28.24.s39. URL consultato il 26 dicembre 2023.
5. ↑   The Celtic languages, collana Routledge language family series, 2ª ed., Routledge, 2010, ISBN 978-0-415-42279-6.
6. ↑   L HEMMINGS e D MCMANUS, The diagnostic value and molecular characterisation of an Echinococcus multilocularis antigen gene clone, in Molecular and Biochemical Parasitology, vol. 44, n. 1, 1991-01,  pp. 53-61, DOI:10.1016/0166-6851(91)90220-z. URL consultato il 26 dicembre 2023.
7. ↑   L HEMMINGS e D MCMANUS, The diagnostic value and molecular characterisation of an Echinococcus multilocularis antigen gene clone, in Molecular and Biochemical Parasitology, vol. 44, n. 1, 1991-01,  pp. 53-61, DOI:10.1016/0166-6851(91)90220-z. URL consultato il 27 dicembre 2023.
8. ↑   C. McManus, Genetic selection in farmed deer, in Veterinary Record, vol. 128, n. 5, 2 febbraio 1991,  pp. 100-102, DOI:10.1136/vr.128.5.100. URL consultato il 27 dicembre 2023.
9. ↑   Jacques Koch, Vreemde business, in Tandartspraktijk, vol. 44, n. 3, 2023-04,  pp. 44-45, DOI:10.1007/s12496-023-0156-y. URL consultato il 27 dicembre 2023.
10. ↑   A. E. Carney, T. Edman e W. Strange, Effect of consonantal environment on the identification of speakers' own vowels, in The Journal of the Acoustical Society of America, vol. 57, S1, 1º aprile 1975,  pp. S48–S49, DOI:10.1121/1.1995267. URL consultato il 27 dicembre 2023.
11. ↑   T. ZIEGLER e G. PANTKOWSKI, ChemInform Abstract: Preparation of 1‐O‐Acyl‐D‐glycopyranoses via Chloroacetylated Glycopyranosyl Donors., in ChemInform, vol. 25, n. 31, 2 agosto 1994, DOI:10.1002/chin.199431234. URL consultato il 27 dicembre 2023.
12. ↑   Köberle, De Gruyter, 22 maggio 2018,  pp. 45-46, ISBN 978-3-11-057902-4. URL consultato il 27 dicembre 2023.
13. ↑   The Month in Review, in Current History, vol. 93, n. 580, 1º febbraio 1994,  pp. 93-96, DOI:10.1525/curh.1994.93.580.93. URL consultato il 27 dicembre 2023.
14. ↑   Nancy E. Thomas, BRAF somatic mutations in malignant melanoma and melanocytic naevi, in Melanoma Research, vol. 16, n. 2, 2006-04,  pp. 97-103, DOI:10.1097/01.cmr.0000215035.38436.87. URL consultato il 27 dicembre 2023.
15. ↑   Frank McManus, Industrial development's 20th anniversary, in World Development, vol. 1, n. 1-2, 1973-02,  pp. 44-45, DOI:10.1016/0305-750x(73)90211-8. URL consultato il 27 dicembre 2023.
16. ↑   Charles E. Ziegler e Dj. Peterson, Troubled Lands: The Legacy of Soviet Environmental Destruction, in Russian Review, vol. 53, n. 4, 1994-10,  p. 599, DOI:10.2307/131002. URL consultato il 26 dicembre 2023.
17. ↑   Charles E. Ziegler e Dj. Peterson, Troubled Lands: The Legacy of Soviet Environmental Destruction, in Russian Review, vol. 53, n. 4, 1994-10,  p. 599, DOI:10.2307/131002. URL consultato il 27 dicembre 2023.
18. ↑   Andrea Stieldorf, Heilige Patrone und weltliche Stifter, in Archiv für Diplomatik, vol. 56, JG, 2010-01, DOI:10.7788/afd.2010.56.jg.317. URL consultato il 26 dicembre 2023.
19. ↑   Ralph-Hardo Schulz, Präfixcodes, Vieweg+Teubner Verlag, 1991,  pp. 38-39, ISBN 978-3-528-06419-8. URL consultato il 26 dicembre 2023.
20. ↑   Russell Ruthen, Quantum Pinball, in Scientific American, vol. 265, n. 5, 1991-11,  pp. 36-38, DOI:10.1038/scientificamerican1191-36. URL consultato il 27 dicembre 2023.
21. ↑   Recent references, in Burns, vol. 14, n. 2, 1988-04,  pp. 163-165, DOI:10.1016/0305-4179(88)90232-x. URL consultato il 27 dicembre 2023.
22. ↑   Ferdinand van Ingen, Band und Kette, DE GRUYTER, 31 dicembre 1996,  pp. 58-74, ISBN 978-3-484-10719-9. URL consultato il 27 dicembre 2023.
23. ↑   ERRATUM, in Journal of Jsee, vol. 39, n. 5, 1991,  pp. 36-36, DOI:10.4307/jsee1953.39.5_36. URL consultato il 27 dicembre 2023.

### In italiano
- Filippo Motta, Studi celtici, a cura di Andrea Nuti, Pisa, Pisa University Press, 2021.

### In altre lingue
- John T. Koch (a cura di), Celtic Culture. A Historical Encyclopedia, Los Angeles, ABC-Clio, 2006.
- Damian McManus, A Guide to Ogam, Maynooth, An Sagart, 1991.
- Patrick Sims-Williams, The Celtic Inscriptions of Britain. Phonology and Chronology, c. 400-1200, Hoboken, Wiley, 2003.
- David Stifter, Ogam, Zaragoza, Prensas de la Universidad de Zaragoza, 2022.